# Puchar Narodów Afryki 1963
Czwartą z kolei edycję Pucharu Narodów Afryki rozegrano w dniach 24 listopada – 1 grudnia 1963 w Akrze oraz Kumasi (Ghana). W rozgrywkach wzięło udział sześć drużyn: Ghana (gospodarz), Etiopia (obrońca tytułu mistrzowskiego) oraz zespoły wyłonione z kwalifikacji – Tunezja, Egipt, Sudan oraz Nigeria.

## Eliminacje
| Egipt | 2 – 0 | Uganda |
|       | w/o   |        |

Uganda wycofała się z eliminacji.
| Sudan | 2 – 0 | Kenia |
|       | w/o   |       |

Kenia wycofała się z eliminacji.
| Tunezja | 4 – 1 | Maroko  |
| Maroko  | 4 – 2 | Tunezja |

Tunezja – awans
| Nigeria | 2 – 2 | Gwinea  |
| Gwinea  | 1 – 0 | Nigeria |

Nigeria, pomimo przegranego dwumeczu z Gwineą awansowała do turnieju finałowego dzięki dyskwalifikacji rywala.

## Turniej finałowy

### Grupa A
Mecze tej grupy rozgrywane były w Akrze
| Lp. | Zespół  | Mecze | Z | R | P | Bramki | Pkt. |
| --- | ------- | ----- | - | - | - | ------ | ---- |
| 1   | Ghana   | 2     | 1 | 1 | 0 | 3:1    | 3    |
| 2   | Etiopia | 2     | 1 | 0 | 1 | 4:4    | 2    |
| 3   | Tunezja | 2     | 0 | 1 | 1 | 3:5    | 1    |

24 listopada 1963
| Ghana | 1 – 1 | Tunezja   |
| Mfum  |       | D’ Jedidi |

26 listopada 1963
| Ghana      | 2 – 0 | Etiopia |
| Acquah (2) |       |         |

28 listopada 1963
| Etiopia                      | 4 – 2 | Tunezja                      |
| Menguistou (2) Girma Tesfaye |       | Abdelmajid Chetali D’ Jedidi |

### Grupa B
Mecze tej grupy rozgrywane były w Kumasi
| Lp. | Zespół  | Mecze | Z | R | P | Bramki | Pkt. |
| --- | ------- | ----- | - | - | - | ------ | ---- |
| 1   | Sudan   | 2     | 1 | 1 | 0 | 6:2    | 3    |
| 2   | Egipt   | 2     | 1 | 1 | 0 | 8:5    | 3    |
| 3   | Nigeria | 2     | 0 | 0 | 2 | 3:10   | 0    |

24 listopada 1963
| Egipt                         | 6 – 3 | Nigeria           |
| Hassan El-Chazli (4) Riza (2) |       | Okepe Bassey Onya |

26 listopada 1963
| Egipt                 | 2 – 2 | Sudan      |
| Hassan El-Chazli Riza |       | Djaksa (2) |

28 listopada 1963
| Sudan | 4 – 0             | Nigeria |
|       | strzelcy nieznani |         |

### Mecz o trzecie miejsce
Mecz o trzecie miejsce rozegrano w Akrze
30 listopada 1963
| Egipt                      | 3 – 0 | Etiopia |
| Hassan El-Chazli Riza Taha |       |         |

### Finał
Finał rozegrano w Akrze
1 grudnia 1963
| Ghana                              | 3 – 0 | Sudan |
| Mfum 72', 82' Aggrey-Finn 62' (k.) |       |       |

| Zwycięzca Pucharu Narodów Afryki 1963 Ghana 1. Tytuł |